# Braem
Braem (også Braëm) er en handels- og embedsslægt, der føres tilbage til købmand og byfoged i Hamborg Gødert (Gothard) Braem (død ca. 1625), som siges at være af hollandsk afstamning. Han havde otte børn, af hvilke tre kom til Danmark, datteren Margrethe Braem (død 1633), der ægtede provst Christian Lauridsen Glob (ca. 1581-1633) og hendes brødre, handelsmand Johan Braem (1595-1646) og Gødert Braem (1601-1655). Sidstnævnte havde seks børn, blandt hvilke borgmester i Helsingør Corfitz Braem (1639-1688), biskop Johan Braem (1648-1713), overkrigskommissær Gothard (Gødert) Braem (1649-1702), stempelpapirforvalter Christian Braem (død 1716), — hvis datter Thale Magdalene Braem (død 1726) ægtede Didrik Seckman (1684-1743) —, og datteren Anna Margrethe Braem (1652-1703), der først var gift med toldskriver Johan Lambertsen Lihme (1649-1678), anden gang med etatsråd Rasmus Bartholin (1625-1698).
Biskop Johan Braem (1648-1713) var fader til Gothard Braem (1688-1733) til Gjessinggård, der adledes 1713, men døde ugift. Overkrigskommissær Gothard Braem havde fjorten børn, af første ægteskab sønnen, præsident Christian Braem (1683-1752), der blev adlet 1731. Han var fader til præsident Gothard Albert Braem (1710-1788) og til kaptajn Johan Braem (1711-1790) til Asmild Kloster, med hvem den adlede linje uddøde.
Ovennævnte borgmester Corfitz Braem (1639-1688) var bedstefader til sognepræst i Korsør, konsistorialråd Johan Braem (1712-1764), hvis søn, oberst Martinus Braem (1762-1834) var fader til kommandør Johan Frederik Braem (1798-1874). Denne var fader til kommandør, nautisk forfatter Peder Holger Braem (1829-1897) og til kommandør Thorvald Braem (1838-1915).